# أحلام مستحيلة
أحلام مستحيلة هي قصة قصيرة من الخيال العلمي كتبها تيم برات عام 2006. لقد نشرها لأول مرة في خيال علمي لأسيموف في عام 2006، ثم أعيد نشرها في مجموعة برات عام 2007، هارت آند بوت وقصص أخرى ، وفي مختارات عام 2012 عوالم أخرى من هذه .

## ملخص القصة
بيت هو عاشق للسينما. في أحد الأيام، اكتشف متجرًا للفيديو يحتوي على أفلام لم يتم إنشاؤها مطلقًا ويكتشف أنه يدخل عالمًا موازيًا في كل مرة يزور فيها المتجر، ويشعر بالإحباط والبهجة في نفس الوقت لأنه يحاول مشاهدة أكبر عدد ممكن من مقاطع الفيديو، وكان على وثاق مع كاتب المتجر المتشائم. بحلول نهاية القصة القصيرة، أصبح بيت الآن صديقًا لـ ألاي. سئم ألاي الكون الموازي وهو الآن يعيش مع بيت ويشاهد الأفلام معه.

## الشخصيات
- بيت - أحد الشخصيات الرئيسية في القصة. بيت هو عاشق السينما. يلتقي ألاي في متجر الأفلام الموازي وهناك يرى مجموعة متنوعة من الأفلام الموازية لتلك الموجودة في عالمه.
- ألاي - الشخصية الرئيسية الأخرى في القصة. يعمل ألاي في متجر الأفلام في العالم الموازي. حليف في وقت لاحق يترك العالم الموازي وينضم إلى بيت في عالمه.

## أفلام في العالم الموازي
- موت سوبرمان - من إخراج تيم بيرتون وبطولة نيكولاس كيج
- Total Recall - إخراج ديفيد كروننبرغ
- The Terminator - بطولة OJ Simpson
- غزاة السفينة المفقودة - بطولة توم سيليك
- الدار البيضاء - بطولة جورج رافت
- الذكاء الاصطناعي AI - عاش كوبريك لإكمال هذا
- The Lunch Bunch - ليس فيلمًا حقيقيًا ولكنه في العالم الموازي هو تكملة لـ The Breakfast Club

## استقبال
فاز فيلم أحلام مستحيلة بجائزة هوغو  لعام 2007 لأفضل قصة قصيرة. 
ذكرت العديد من المراجعات أن الرواية والفيلم يشبهان منطقة الشفق . بالإضافة إلى ذلك، تلهم الرواية القارئ ليصبح مولعًا بالأفلام. وصف أحد النقاد بيت بأنه «شاب مهووس يكتشف متجرًا لتأجير الأفلام من عالم موازٍ.» 

## فيلم التكيف
في عام 2011 أجريت بعض التعديلات لفيلم قصير عن أحلام مستحيلة في إسرائيل بواسطة شير كوماي باللغة العبرية (العنوان العبري) 
عُرض الفيلم لأول مرة في 12 تموز (يوليو) 2011 كجزء من مهرجان القدس السينمائي، وفاز في مسابقة الأفلام القصيرة الإسرائيلية في مهرجان آيكون 2011 في مسابقة الأفلام القصيرة الإسرائيلية.

## روابط خارجية
- ُأحلام مستحيلة عنوان مُدرج في قاعدة بيانات الخيال التأملي على الإنترنت
- Short film adaptation וידאו קסם على يوتيوب
- כתבה על הזכיה של "וידאו קסם" בפסטיבל אייקון 2011 YNET in Hebrew
- כתבה על הזכיה של "וידאו קסם" בפסטיבל אייקון 2011 Nana10 in Hebrew